# Osmanische Wissenschaftliche Gesellschaft
Die Osmanische Wissenschaftliche Gesellschaft (osmanisch جمعيتِ علميه عثمانيه Cemiyet-i İlmiye-i Osmaniye, İA Cemʿiyyet-i ʿIlmiyye-i ʿOsmāniyye) war eine 1861 in Istanbul gegründete Gelehrtengesellschaft.

## Geschichte
Die Osmanische Wissenschaftliche Gesellschaft wurde vom osmanischen Botschafter in Sankt Petersburg Halil Bey und Münif Pascha im Jahre 1861 gegründet. Mitglieder der Gelehrtengesellschaft waren Beamte, Würdenträger und Gelehrte. Zu ihren Zielen gehörte es, öffentliche Vorträge und Kurse in Räumlichkeiten zu organisieren, die ihr von der osmanischen Regierung, der Hohen Pforte, zur Verfügung gestellt wurden. Die Gesellschaft brachte die erste türkische wissenschaftliche Fachzeitschrift مجموعه فنون Mecmūʿa-yi Fünūn, deutsch ‚Zeitschrift der [säkularen] Wissenschaften‘ heraus. Die Mecmūʿa-yi Fünūn erschien monatlich und wurde mit staatlicher Unterstützung im Land verteilt.
Zum Inhalt der Mecmūʿa-yi Fünūn zählten Naturwissenschaften, Geschichte, Geographie, Politik, Wirtschaft und Philosophie. Die Zeitschrift vermittelte der osmanischen Leserschaft klassische und europäische Errungenschaften in diesen Fachgebieten sowie die nichtdogmatische – d. h. nicht von der Religion dominierte – Behandlung von wissenschaftlichen und philosophischen Problemen.
Ahmet Hamdi Tanpınar verglich ihre Rolle für die Aufklärung in der Türkei mit der Rolle von Diderots Encyclopédie im Frankreich des 18. Jahrhunderts. Die Cholera-Epidemie in der Türkei im Jahr 1865 brachte allerdings ein schnelles Ende für die Zeitschrift. Zu einer Wiederveröffentlichung kam es erst einige Jahre später. Das endgültige Ende der Zeitschrift kam mit ihrem Verbot durch Sultan Abdülhamid II. im Jahr 1882. Ab 1891 folgte die langlebige Fachzeitschrift Servet-i Fünûn, die bis 1944 erschien.
Die Gesellschaft war die dritte Gelehrtengesellschaft in der sich in der Tanzimatperiode befindenden Türkei des 19. Jahrhunderts. Ihre Vorgänger waren die انجمنِ دانش Encümen-i Dāniş von 1851 und die ältere „Gelehrtengesellschaft von Beşiktaş“ während der Herrschaft Sultan Mahmuds II.